# Домузлинський під
Домузлинський під — замкнуте зниження рельєфу овальної форми в Херсонській області України. Знаходиться поблизу сіл Новосеменівка та Українське Іванівського району. Простягається з північного заходу на піденний схід, майже на 13 кілометрів. Ширина близько 8 кілометрів, глибина 3 — 9 метрів. В його будові виділяються західні і східні частини, розділені підвищеннями. Схили добре виражені в рельєфі, крутизна їх 5 — 10° ,ширина коливається від 200 до 1200 метрів. Утворився в результаті просадок лесів, що залягають на піщано-глинистих відкладах. Навесні та влітку (під час злив) дно поду затоплюється водою.
До поду впадає річка Велика Калга.